# Sollevamento pesi ai Giochi della XXVIII Olimpiade - 58 kg femminile

## Risultati
| Pos | Atleta                  | Nazione        | Strappo (kg) | Slancio (kg) | Totale (kg) |
| --- | ----------------------- | -------------- | ------------ | ------------ | ----------- |
| 1   | Chen Yanqing            | Cina           | 107.5        | 130.0        | 237.5       |
| 2   | Ri Song-hui             | Corea del Nord | 102.5        | 130.0        | 232.5       |
| 3   | Wandee Kameaim          | Thailandia     | 102.5        | 127.5        | 230.0       |
| 4   | Aylin Daşdelen          | Turchia        | 100.0        | 125.0        | 225.0       |
| 5   | Aleksandra Klejnowska   | Polonia        | 97.5         | 122.5        | 220.0       |
| 6   | Pak Hyon-suk            | Corea del Nord | 95.0         | 122.5        | 217.5       |
| 7   | Alexandra Escobar       | Ecuador        | 95.0         | 120.0        | 215.0       |
| 8   | Patmawati Abdul Hamid   | Indonesia      | 95.0         | 117.5        | 212.5       |
| 9   | Michaela Breeze         | Gran Bretagna  | 92.5         | 120.0        | 212.5       |
| 10  | Franca Gbodo            | Nigeria        | 95.0         | 117.5        | 212.5       |
| 11  | Maryse Turcotte         | Canada         | 90.0         | 120.0        | 210.0       |
| 12  | Zlatina Atanasova       | Bulgaria       | 90.0         | 115.0        | 205.0       |
| 13  | Charikleia Kastritsī    | Grecia         | 90.0         | 110.0        | 200.0       |
| 14  | Namkhaidorjiin Bayarmaa | Mongolia       | 87.5         | 107.5        | 195.0       |